# Problema dels divisors petits
El problema de petits divisors és un problema clau en l'estudi la teoria KAM. Aquesta equació surt en molts esquemes KAM en el moment de linealitzar les equacions.

## Definició
Sigui {\displaystyle \mathbb {T} ^{n}:=\mathbb {R} ^{n}/\mathbb {Z} ^{n}} el tor {\displaystyle n} dimensional, {\displaystyle \omega \in \mathbb {R} ^{n}} un vector i {\displaystyle f:\mathbb {T} ^{n}\longrightarrow \mathbb {R} } una funció amb {\displaystyle n} períodes i mitja zero, {\displaystyle \int _{\mathbb {T} ^{n}}f(x)\,{\text{d}}x=0}. El problema dels petits divisors es defineix com l'equació funcional 
{\displaystyle \sum _{i=1}^{n}{\frac {\partial g}{\partial x_{i}}}\omega _{i}=f(x),}
a on {\displaystyle g} és la funció incògnita.

## Solució formal
Formalment aquesta equació es pot resoldre terme a terme si expressem les funcions amb les seves sèries de Fourier: Si escrivim {\displaystyle f(x)=\sum _{k\in \mathbb {Z} ^{n}}{\hat {f}}_{k}e^{2\pi i\,k\cdot x}}, {\displaystyle g(x)=\sum _{k\in \mathbb {Z} ^{n}}{\hat {g}}_{k}e^{2\pi i\,k\cdot x}}llavors tenim que els coeficients de {\displaystyle g} compleixen 
{\displaystyle {\hat {g}}_{k}={\dfrac {{\hat {f}}_{k}}{2\pi i\,k\cdot \omega }},\,{\text{si }}k\neq 0,\,{\hat {g}}_{0}=0}.
La condició de mitja zero de {\displaystyle f} és equivalent a {\displaystyle {\hat {f}}_{0}=0} i fa que hi hagi solució formal.

## Existència de solucions suaus
La demostració de l'existència de suaus és un resultat clau i amb encara forces preguntes sense resoldre. Un resultat clàssic, degut a Rüssmann, és el següent:

###### Teorema
Si {\displaystyle \omega \in \mathbb {R} ^{n}} és diofantí amb constants {\displaystyle \gamma ,\tau } i la funció {\displaystyle f} és analítica en el tor complex {\displaystyle \mathbb {T} ^{n}\times [-\rho ,\rho ]i} amb norma {\displaystyle \|f\|_{\rho }:=\max _{x\in \mathbb {T} ^{n}\times [-\rho ,\rho ]i}|f(x)|}, llavors per a tot {\displaystyle \varepsilon } que compleixi {\displaystyle \rho >\varepsilon >0} és té que l'equació de petits divisors té solució analítica {\displaystyle g} en el tor complex {\displaystyle \mathbb {T} ^{n}\times [-\rho +\varepsilon ,\rho -\varepsilon ]i} i la norma de {\displaystyle g} compleix 
{\displaystyle \|g\|_{\rho -\varepsilon }\leq {\dfrac {c_{R}(\tau )}{\gamma \epsilon ^{\tau }}}\|f\|_{\rho }}
amb {\displaystyle c_{R}(\tau )={\sqrt {2^{n+1}\zeta (2,2^{\tau })(2\pi )^{-2\tau -2}\Gamma (2\tau +1)}}}.